# خودوف
خودوف (به لاتین: Khuduf) یک منطقه مسکونی در جمهوری آذربایجان است که در شهرستان شمکور واقع شده است.